# Bedotia leucopteron
Bedotia leucopteron är en fiskart som beskrevs av Paul V. Loiselle och Juan Manuel Rodriguez 2007. Bedotia leucopteron ingår i släktet Bedotia och familjen Bedotiidae. Inga underarter finns listade.